# Gallina valenciana de cinc dits

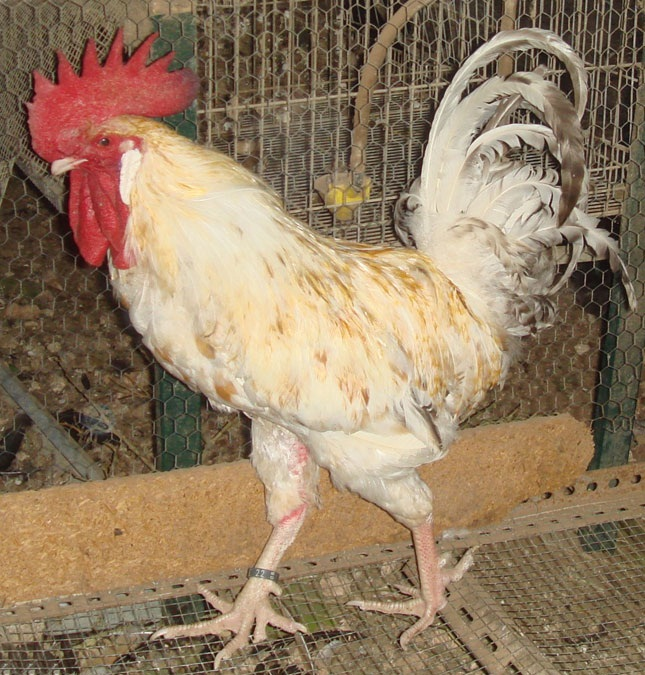
Exemplar de pollastre valencià de cinc dits

La gallina valenciana de cinc dits és una raça autòctona d'aviram de corral del País Valencià, pràcticament desapareguda a principis de 1900 es comença la seua recuperació el 1989. És una raça no homologada o reconeguda, a diferència de la gallina valenciana de Xulilla.
El 2013 es va celebrar a Borbotó a la comarca de l'Horta Nord el certamen Miss Gallina 2013. Hi van participar gallines valencianes autòctones de cinc dits, gallines alacantines i de Xulilla, així com altres races de l'estat.

## Aspecte general
És un animal de port mediterrani, rústics i una mica salvatges, de colors molt variats, predominant els blancs, rossos i barrats. La cresta la tenen senzilla, amb 5-6 dents i de mida gran. Les orelletes blanques, barbes fines i llargues. Pell, potes i bec blanques. Té cinc dits, tres davant i dos darrere.

## Caràcter i comportament
Són gallines d'aptitud mixta, ja que se n'aprofita tant la carn com els ous. El pes aproximat del mascle adult és de 2,5 a 3 kg i la femella d'1,5 a 1,8. Ous de color blanc o blanc brut. Les gallines d'aquesta raça són unes excel·lents mares i els galls són animals agressius i molt territorials.